# História do Sudão
A passada República do Sudão foi formada em 1956 e herdou as suas fronteiras do Sudão Anglo-Egípcio, fundado em 1899. Por vezes antecedendo a 1889, o uso do termo "Sudão" para o território da República do Sudão é um tanto anacrônico, e também pode se referir ao conceito mais difuso da região do Sudão.
Desde a sua independência, em 1956, a história do Sudão tem sido assolada por conflitos internos: a Primeira Guerra Civil Sudanesa (1955-1972), a Segunda Guerra Civil Sudanesa (1983-2005) - que culminou com a secessão do Sudão do Sul em 9 de julho de 2011 - e o conflito em Darfur (2003-2010).

## Antiguidade

Os três Reinos cristãos do Sudão

Na Antiguidade floresceram neste território duas civilizações: a Núbia e o Reino de Cuxe. Desde tempos remotos, a história do Sudão confunde-se com a da Núbia, que lhe ocupa a parte setentrional. Em 1 570 a.C., data em que começou a XVIII Dinastia, a Núbia era uma província egípcia. Do século XI ao IV a.C., a Núbia (norte do Sudão) fez parte do reino de Cuxe, império núbio egipcianizado que governou o próprio Egito de 713 a 671 a.C. Cerca de 350 d.C., Meroé, capital da Núbia desde o século VI a.C., foi destruída pelo Império de Axum.
No século VI da era cristã, missionários cristãos entraram na Núbia e converteram três importantes reinos da região; o mais poderoso deles foi o de Macúria, o qual teve fim no início do século XIV como conseqüência da invasão dos mamelucos egípcios. Esses reinos cristãos negros coexistiram por vários séculos com seus vizinhos muçulmanos no Egito, e constituíram bastiões contra o avanço do islamismo. Do século XIII ao século XV, porém, nômades árabes emigraram do Egito para o Sudão, o que provocou o colapso dos reinos cristãos.
Por volta de 1500, uma confederação árabe e os Funjes (ou Fungues) puseram fim ao reino de Alódia, reino cristão mais meridional do Sudão. Daí em diante, a metade norte do Sudão abrigaria povos racialmente mesclados, na maioria muçulmanos e árabes. Vastas zonas foram despovoadas pelo tráfico negreiro. Os Funjes, povo que não era nem árabe nem muçulmano, fundaram um Sultanato de Senar, e governaram grande parte do centro do Sudão do início do século XVI ao início do século XIX.

## Sudão no séculos XIX e XX

### Sudão turco (1821-1885)
Próximo ao século XVIII, a falta de entendimento entre as tribos funj debilitou o reinado. Os exércitos enviados por Maomé Ali, vice-rei do Egito, nessa época uma província do Império Otomano, ocuparam grande parte da região norte (1821-1823) e desenvolveram o comércio de marfim e de escravos. O domínio turco-egípcio se manteve durante 60 anos. No começo do século XIX, o Quediva Ismail Paxá, vice-rei do Egito, tentou alargar a influência do Egito para sul, incorporando o Sudão a um Estado que abrangeria toda a bacia do Nilo. Expedições egípcias conseguiram conquistar todo o Sudão em 1874.

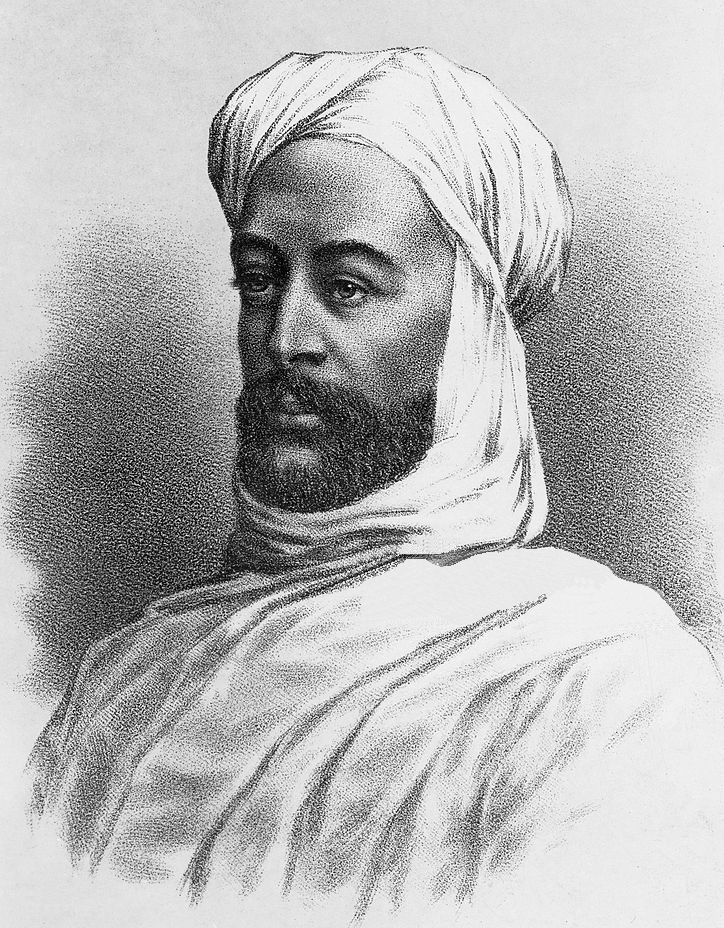
Mádi Maomé Amade

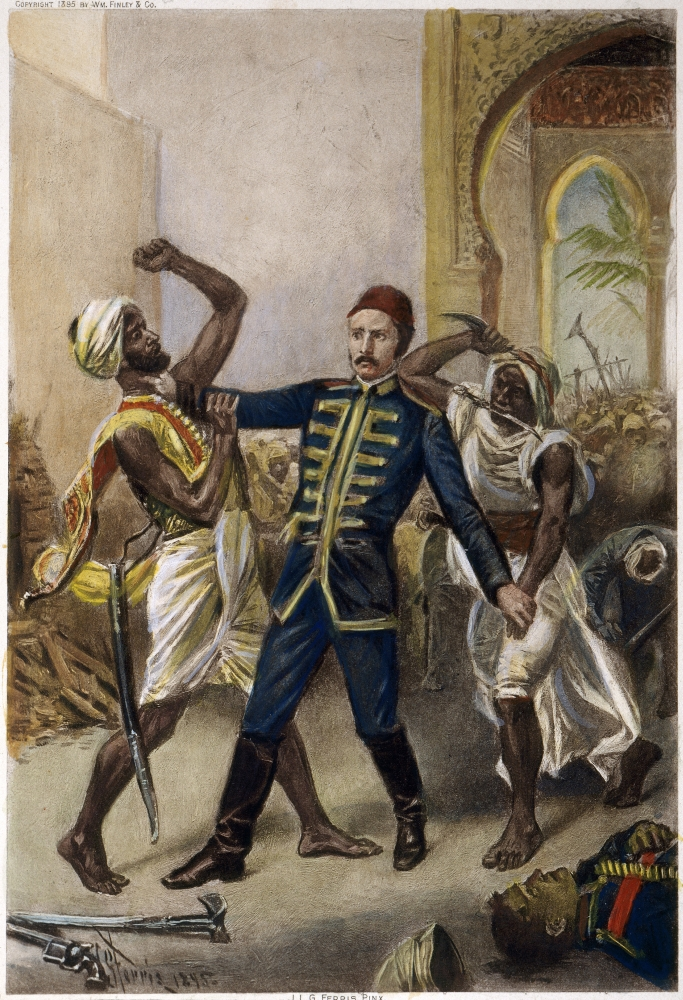
Morte do general britânico Charles Gordon em Cartum

Para estimular o financiamento europeu a seus planos ambiciosos, o quediva Ismail Paxá, vice-rei do Egito, engajou cristãos europeus na destruição do extenso comércio de escravos que se desenvolveu no oeste e no sudoeste do Sudão. Em 1874, quediva Ismail ofereceu ao general e governador inglês Charles Gordon (1833-1885) o cargo de governador-geral do Sudão Egípcio. Sua administração antiescravagista não era popular.

### Estado madista (1885 – 1899)
Em 1881, Maomé Amade declarou-se Mádi (o enviado de Alá para restaurar o Islã, de acordo com os ensinamentos islâmicos) e liderou uma revolta contra os egípcios, destinada a reformar o Islã e a expulsar todos os estrangeiros do Sudão. Após massacrar uma guarnição militar, o Mádi e seus seguidores lançaram-se à reconquista do país.
Os britânicos ocuparam o Egito, em 1882, e invadiram o Sudão. Em 1885, os rebeldes apoderaram-se de Cartum, onde Gordon foi assassinado. Conseguiram dominar todo o Sudão e fundaram uma teocracia. O caos econômico e social invadiu o Sudão. Os madistas resistiram às forças anglo-egípcias até 1898, quando o sucessor de Mádi foi derrotado por por Kitchener na batalha de Ondurmã.

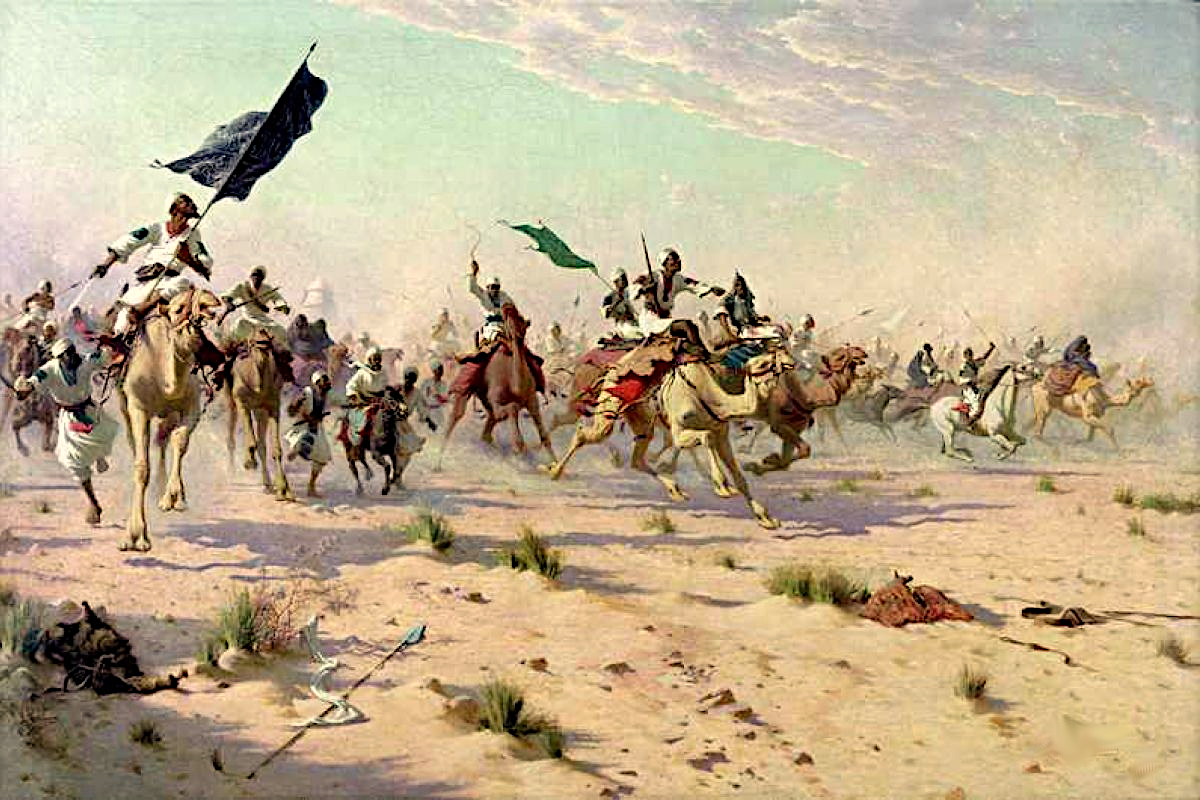
Batalha de Ondurmã

### Sudão Anglo-Egípcio (1899 - 1955)
Após o incidente de Fashoda (o ápice de uma série de combates entre franceses e britânicos em torno de colônias africanas), os governos britânico e egípcio firmaram um acordo para compartilhar a soberania do Sudão, criando um condomínio anglo-egípcio para todo o país (1899), sob governo britânico. Na zona meridional, o controle britânico era menor.
O descontentamento com a união com o Egito se fez mais patente após a Segunda Guerra Mundial. Em 1946, os dois países iniciaram negociações para revisar os termos do tratado. O governo egípcio pediu aos britânicos que abandonassem o Sudão, enquanto que estes propuseram modificações no regime de governo. Foi promulgada uma Constituição em 1948, mas, em 1951, o rei Farouk do Egito proclamou-se rei do Sudão. Após sua queda, a Grã-Bretanha e o Egito firmaram, em 1953, um acordo, mediante o qual se garantia a independência do Sudão após um período de transição de três anos. Em 1953, nas eleições para o Parlamento sudanês, o Partido Unionista Nacional saiu vitorioso. Em 1954, o primeiro governo composto por sudaneses assumiu o poder e começou uma política de sudanização. Esse programa agravou as diferenças geográficas, econômicas e sociais entre o norte e o sul; os habitantes do sul se sentiam excluídos do novo governo. A República do Sudão, independente, foi oficialmente declarada em 1º de janeiro de 1956. Os anos seguintes seriam de instabilidade política.

## História pós-colonial (1956 até o presente)

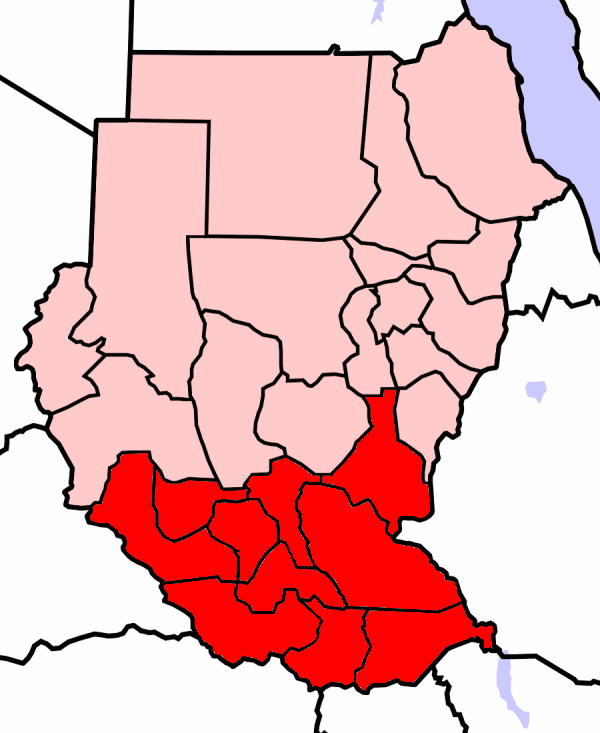
Sul do Sudão

Tensões políticas e religiosas minaram a estabilidade do país e, ainda em 1956, rebentou a guerra civil, iniciada no sul, contra o domínio do norte. Em causa estavam as rivalidades seculares entre o Norte, de religião muçulmana, e o Sul, de tradição cristã e animista de expressão africana. Em 1958, após as primeiras eleições, o novo governo foi derrotado pelo tenente-general Ibrahim Abboud, o qual dissolveu o Parlamento e partidos políticos, fechou jornais, suspendeu a Constituição, declarou lei marcial e se autoproclamou primeiro-ministro. Em 1962 houve conflitos entre o norte do país, mais simpático ao governo, e o sul, liderado pela guerrilha Anya Nya . Em 1964, em meio à pressão crescente, Abbud foi deposto por uma revolução popular e assumiu o poder um Conselho de Estado.

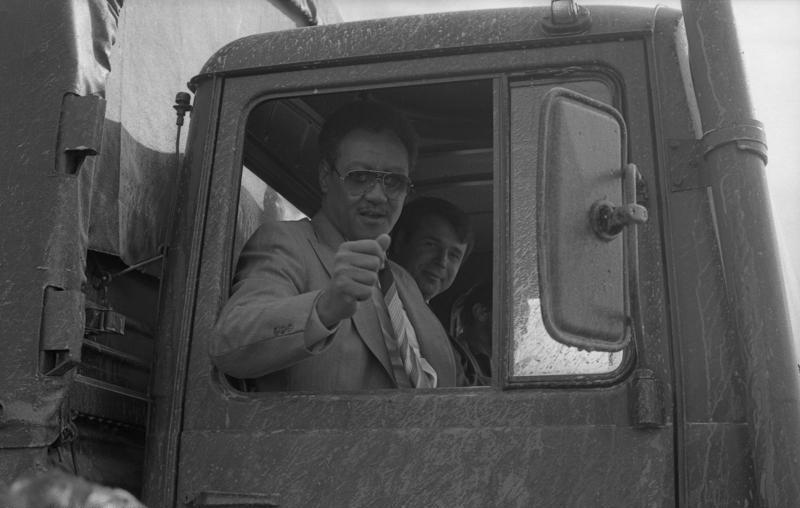
O ex-presidente sudanês Yaffar al-Nimayri

Em 1969, um grupo de militares dirigido pelo coronel Yaffar al-Numeiry (Djafar al-Nimayri) assumiu o poder via golpe militar e, dois anos mais tarde, uma tentativa frustrada de golpe comunista fortaleceu Al-Numeiry . Em 1972, negociou um cessar-fogo com os separatistas do sul, dando-lhes certa autonomia e pondo fim à guerra civil, que durava havia 16 anos. Numeiry formou um governo de esquerda e, em 1973, proclamou o Sudão um Estado de partido único. Após várias tentativas de golpes de Estado (como o de 1971), Numeiry expulsou os conselheiros militares soviéticos (1977) e voltou-se para o Egito e os Estados árabes conservadores do Ocidente, aos quais solicitou ajuda política e econômica. Nesse mesmo ano, um acordo de reconciliação nacional permitiu o retorno ao Sudão dos líderes da oposição islâmica no exílio. Esta nova orientação política permitiu negociações com a Etiópia, de que resultou um acordo com Addis-Abeba e o aumento da popularidade do general Numeiry. Na década de oitenta, o Sudão recebia um auxílio estrangeiro superior a 700 milhões de dólares, mais do que qualquer outro país africano.
O país viria a ser assolado pela seca, que deixou vastas áreas desertificadas. A estabilidade do país se viu ameaçada pela chegada de um milhão de refugiados da Eritreia, Uganda, Chade e, principalmente, Etiópia, onde eram vítimas de fome e de guerra. A economia sudanesa só se tem mantido à custa de subsídios dos países árabes ricos, da União Europeia e dos Estados Unidos. Em 1983, o presidente Numeiry ganhou as eleições pela terceira vez e tentou consolidar a sua base de apoio entre os fundamentalistas islâmicos introduzindo a lei islâmica (sharia), com severas punições sob a forma de açoitamentos, mutilações e enforcamentos. Esta política e a revogação dos termos do Tratado de Adis Adeba, com a volta da divisão do sul em províncias, desencadearam o reinício das atividades guerrilheiras separatistas no sul do Sudão entre os não muçulmanos (2ª Guerra Civil Sudanesa). O Exército de Libertação do Povo Sudanês (ELPS) afundou um barco no Nilo, causando centenas de mortes e bloqueando o tráfico fluvial, atacou instalações estrangeiras e minou estradas e linhas-férreas. A proximidade com os Estados Unidos aumentou sob a administração de Ronald Reagan. A ajuda americana aumentou de US$ 5 milhões em 1979 para US$ 200 milhões em 1983 e depois para US$ 254 milhões em 1985, principalmente para programas militares. O Sudão torna-se assim o segundo maior beneficiário da ajuda dos EUA a África (a seguir ao Egito). Está em curso a construção de quatro bases aéreas para alojar unidades da Força de Implantação Rápida e uma potente estação de escuta para a CIA perto de Porto Sudão.

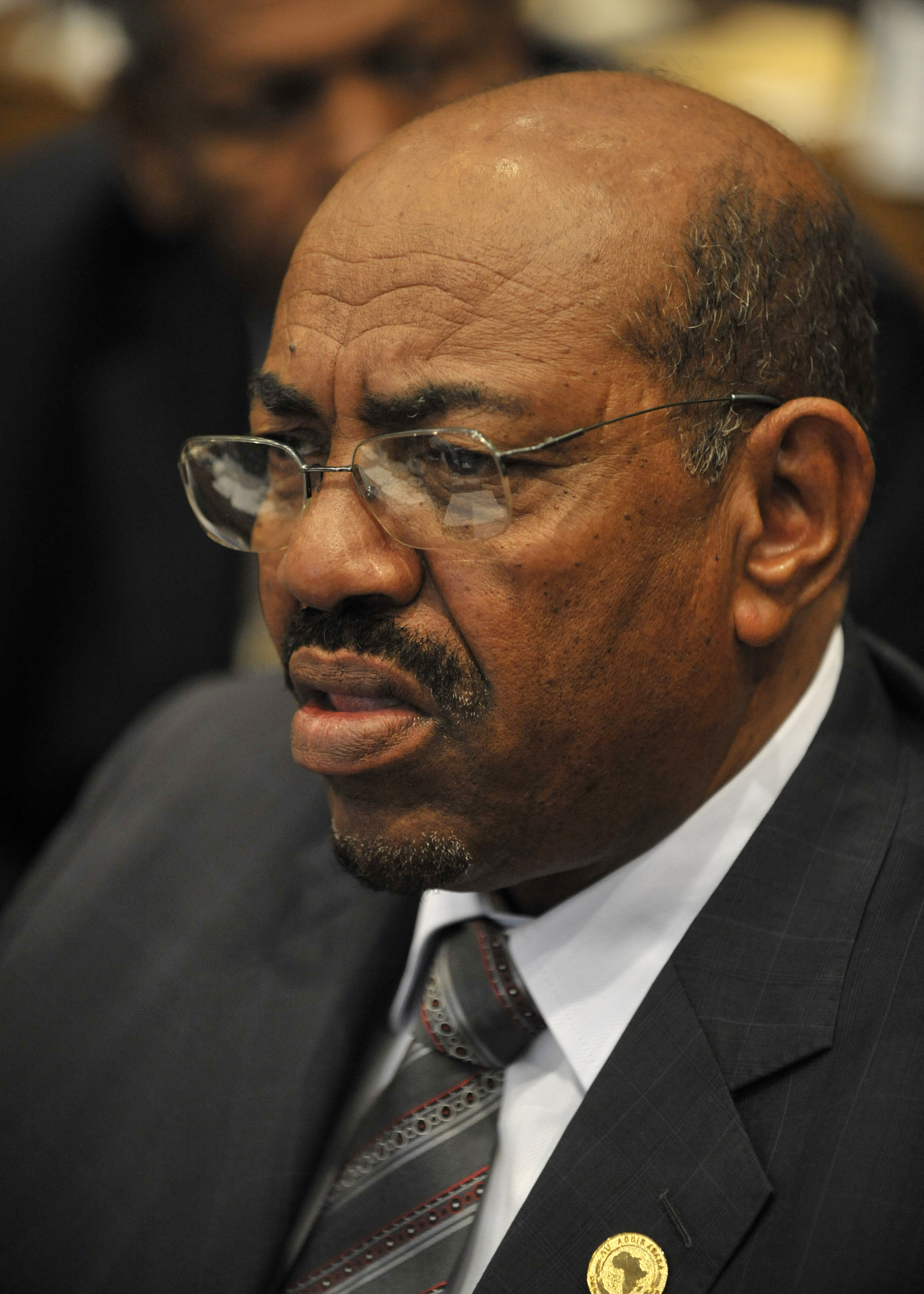
General Omar Hassan Ahmad al-Bashir

Em Março de 1985, o anúncio do aumento dos preços dos bens de primeira necessidade, a pedido do FMI com o qual o regime negociava, desencadeou manifestações. No dia 2 de abril, oito sindicatos convocaram a mobilização e uma "greve política geral até a abolição do atual regime". No dia 3, manifestações massivas abalaram Cartum, mas também as principais cidades do país; a greve paralisou as instituições e a economia. Ainda em 1985, Numeiry foi expulso do poder por um golpe de estado e foi para o exílio no Egito. Formou-se um breve governo de coalizão civil, sob a liderança de Sadique Almadi. A guerra civil, no entanto, continuou; o Exército de Libertação do Povo Sudanês (ELPS) militarizou grande parte do sul do país, enquanto a Frente Islâmica Nacional (FIN) fortalecia sua presença no norte. Em abril de 1986, realizaram-se as primeiras eleições parlamentares democráticas em 18 anos, as quais colocaram no poder uma coligação de partidos do Norte que tentou negociar com o Sul, mas viu-se confrontada com gravíssimos problemas políticos e econômicos.
A instabilidade política e as tentativas frustradas de obter um acordo de paz com o ELPS levaram o general de brigada Omar Hassan Ahmad al-Bashir, em junho de 1989, a depôr o primeiro-ministro Sadique Almadi, declarar estado de emergência e nomear um Conselho de Estado. O novo governo, fortemente influenciado pelo fundamentalismo islâmico, baniu todos os partidos políticos, reintroduziu a sharia e pouco se esforçou para apaziguar os rebeldes do sul do país.

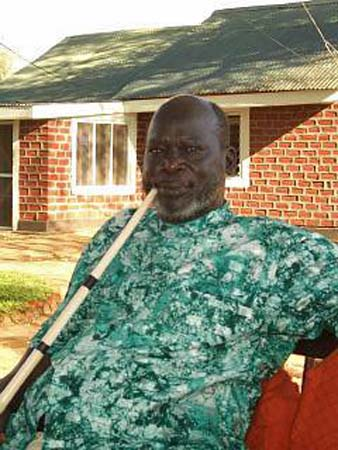
Coronel John Garang de Mabior, morto em um acidente de helicóptero em julho de 2005

O regime de Bashir enfrentou, no sul, o Movimento para a Libertação do Povo do Sudão (MLPS), comandada pelo coronel John Garang. Em maio de 1998, o direito à autodeterminação dos povos do sul sudanês foi reconhecido, mas não surtiu efeito. O problema essencial não foi a independência, que as organizações do sul não reivindicavam formalmente, mas a decisão de aplicar a Lei de Sharia ao conjunto da população. Ajudado unicamente pelas organizações não-governamentais, o sul sudanês continuou devastado pela guerra civil.
O início da década de 1990 testemunhou o influxo de alguns milhões de refugiados da Etiópia e do Chade. Na Guerra do Golfo, em 1990, a decisão de apoiar o Iraque contra o Kuwait isolou o Sudão não só do Ocidente como também de seus vizinhos árabes. Em meados da década de 1990, a guerra civil, a seca e as inundações haviam provocado centenas de milhares de refugiados e feito um número equivalente de vítimas da fome e da carência geral. A população sudanesa tem suportado uma desastrosa gestão econômica do país onde a escassez de alimentos não pára de se agravar, assim como um clima de constante tensão e instabilidade política. 20% do PIB é gasto em despesas de guerra e, em 1995, a inflação foi de 85%.

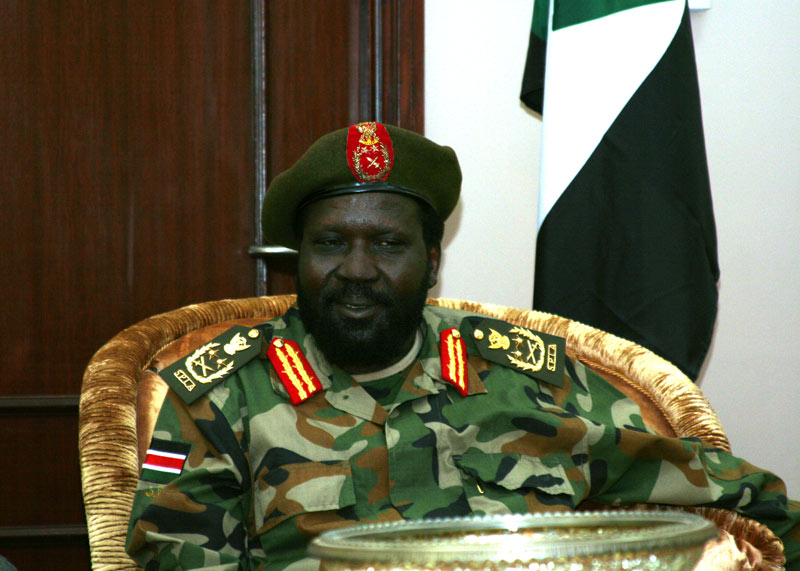
General Salva Kiir Mayardit

Em 1996, o general al-Bachir foi confirmado na chefia do Estado por eleição, e foi reeleito em 2000. Em 1998, mísseis foram disparados pelos EUA contra uma farmacêutica na capital Cartum sob o fundamento de que o local fabricaria armas químicas . No ano seguinte, Bashir dissolveu a Assembleia Nacional em meio a disputa de poder com o presidente do Poder Legislativo . 
Em 2003, começaram movimentos de insurreição armados em Darfur, região de população não árabe no oeste do país, alegando opressão do governo de Cartum, e a repressão por milícias árabes locais, conhecidas como Janjaweed (Yanyawid), apoiadas pelo Exército, provocou uma catástrofe humanitária e onda de refugiados (Conflito de Darfur). Em 2014, o então secretário de Estado dos EUA Colin Powell descreveu as mortes como genocídio . Em 2005, o governo sudanês e a rebelião sulista assinaram um acordo de paz restabelecendo a autonomia no sul do país e pondo fim ao conflito travado desde 1983 . O general Salva Kiir, sucessor de J. Garang (morto acidentalmente em julho), tornou-se primeiro vice-presidente da República. Foi instituído um governo de união nacional.
Em 2007, o Conselho de Segurança da ONU aprova a missão de paz em Darfur . Em 2019, o Tribunal Penal Internacional (TPI) pediu a prisão de Bashir por crimes de guerra (ataque intencional a populações civis) e crimes contra a humanidade (homicídio, tortura, extermínio, estupro) região sudanesa de Darfur . Em 2010, em eleição contestada, Bashir ganhou mais um mandato e, no mesmo ano, o TPI expediu um segundo mandado de prisão, desta vez por genocídio .
Em janeiro de 2011, em referendo previsto pelo acordo de paz de 2005, quase 99% dos sulinos votaram pela separação em relação ao norte. Em 9 de julho de 2011, a República do Sudão do Sul, com capital em Juba, declarou sua independência e Salva Kiir tornou-se presidente do novo país .

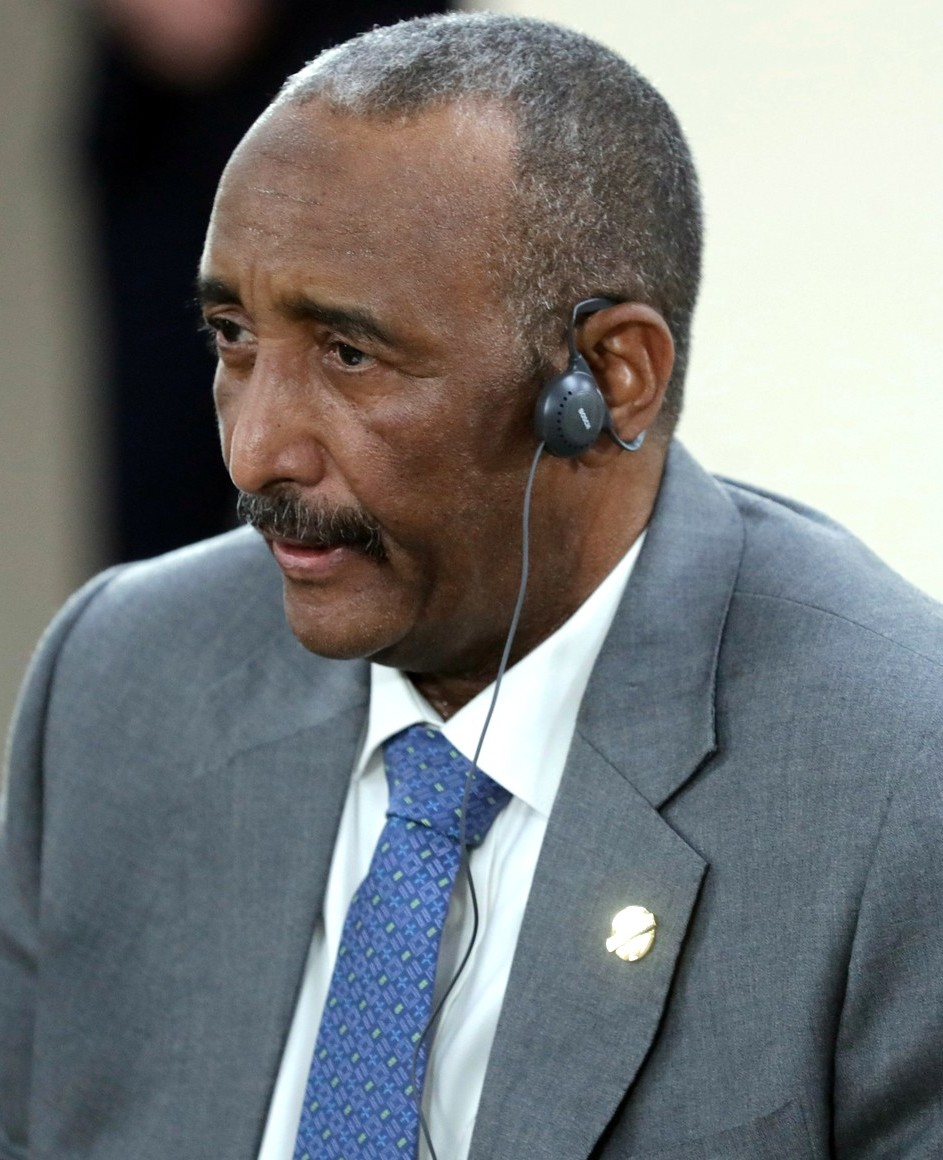
Abdel Fattah al-Burhan, antigo aliado de Bashir e comandante militar que liderou campanhas no conflito de Darfur (2003-2008).

Em 2019, após protestos em massa, Bashir decretou estado de emergência e suspendeu governadores . Em 11 de abril de 2019, após várias semanas de protestos, o Exército do Sudão derrubou o presidente Omar al-Bashir e prendeu-o na cadeia de Kobar, em Cartum. O presidente Omar al-Bashir foi afastado de todos os cargos e o governo foi demitido. Em agosto, foi criado um Conselho Soberano, formado por civis e militares, para supervisionar a transição do país para a democracia. A presidência do Conselho Soberano ficou com o tenente-general Abdel Fattah al-Burhan, tendo o general Mohamed Hamdan Dagalo, conhecido como Hemedti, como seu vice. Desde então, o país experimentou vários golpes fracassados, o último em 21 de setembro de 2021.
Abdallah Hamdok, ex-economista da ONU, tornou-se primeiro-ministro e implantou algumas medidas impopulares para tentar reformar a economia, como uma redução de subsídios aos combustíveis .
Em 14 de dezembro de 2019, um tribunal especial de Cartum condenou Omar al Bashir a dois anos de prisão por “corrupção” e “posse ilegal de fundos estrangeiros”, tendo o ex-ditador sido transferido para um centro de reabilitação para para pessoas de idade avançada condenadas por crimes não puníveis com morte . No dia 11 de agosto de 2021, a ministra sudanesa das Relações Exteriores, Mariam al Mahdi, declarou ao Tribunal Penal Internacional que o governo de transição entregaria vários ex-dirigentes sudaneses, entre eles o ex-presidente Omar al Bashir, à Corte com sede em Haia .
Em 25 de outubro de 2021, próximo à data em que o tenente-general Abdel-Fattah Burhan teria de entregar a chefia do Conselho Soberano a um civil, um golpe militar depôs e prendeu o primeiro-ministro interino, Abdallah Hamdok, ministros e outras autoridades civis, acabando com a transição democrática. . Em pronunciamento na televisão estatal, Burhan anunciou estado de emergência em todo o país, além da dissolução o Conselho Soberano sudanês e do governo de transição, que era comandado por Hamdok . Declarou, ainda, que será elaborada uma nova Constituição e que os militares nomearão um governo para comandar o país até as eleições marcadas para julho de 2023 . Segundo Sandra Cohen, a raiz da tensão entre militares e civis, que dividiam o poder há dois anos, é o destino do ex-presidente Bashir .
Em abril de 2023, as disputa de poder entre os generais Abdel Fattah al-Burhan, comandante das Forças Armadas Sudanesas (SAF), e Mohamed Hamdan Dagalo (Hemedti), líder do grupo paramilitar denominado Forças de Apoio Rápido (RSF na sigla em inglês), uma ramificação das milícias Janjaweed, resultaram em novos conflitos armados.